# Sphaerotherium immane
Sphaerotherium immane är en mångfotingart som beskrevs av Karsch 1881. Sphaerotherium immane ingår i släktet Sphaerotherium och familjen Sphaerotheriidae. Inga underarter finns listade i Catalogue of Life.